# Malinka (smučarska skakalnica)
Malinka (uradno ime Skocznia narciarska im. Adama Małysza od leta 2008) je smučarska skakalnica v Wisłi na Poljskem s K točko pri 120 m in velikostjo skakalnice 134 m. Poimenovana je po mestnem okrožju Malinka, kjer se nahaja. Odprta je bila leta 1933 in večkrat prenovljena, zadnjič med letoma 2003 in 2008, ko so jo uradno poimenovali po Adamu Małyszu, ki je opravil tudi prvi skok na prenovljeni skakalnici. Ob koncu izteka skakalnice poteka cesta, ki so jo morali pred prenovo v času treningov in tekem zapirati. Po prenovi pa je cesta speljana v predor pod novo glavno tribuno za 2500 gledalcev in zaključkom izteka skakalnice. Pred zadnjo prenovo je skakalnica gostila le lokalne tekme, leta 2009 pa je prvič gostila tekme celinskega pokala v smučarskih skokih, leta 2010 tekme Poletne velike nagrade v smučarskih skokih, leta 2013 pa tekme Svetovnega pokala v smučarskih skokih in je od takrat redno na koledarju tekem svetovnega pokala. Rekord skakalnice je 13. januarja 2024 postavil Andreas Wellinger z dolžino 144,5 m na superekipni tekmi.